# Kungsholmens glasbruk

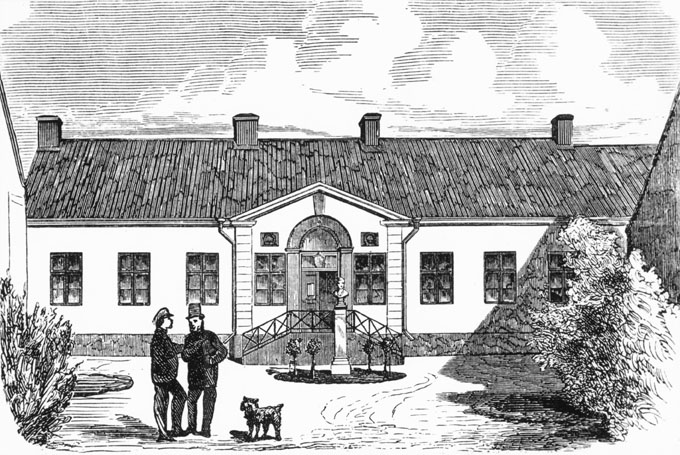
Karolinska institutets laboratorium. Chemicum och stora auditorium 1817-1865. Byggnaden var ursprungligen Kungsholmens gamla glashytta.

Kungsholm[en]s glasbruk var ett glasbruk beläget på östra Kungsholmen i Stockholm, grundat 1676. Kungsholms glasbruk var under 1700-talet Sveriges ledande glasbruk med tillverkning av bland annat praktpokaler och vinglas. Bruket lades ner 1815. Idag påminner kvartersnamnet Glasbruket om den tidigare verksamheten. 

## Historik

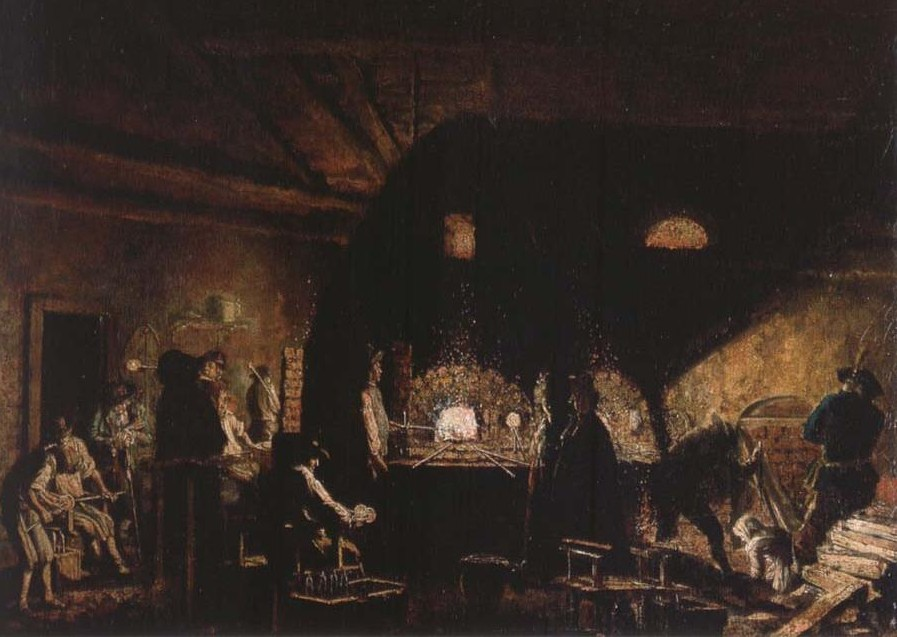
Interiörbild från 1700-talets mitt. Målning av Pehr Hilleström.

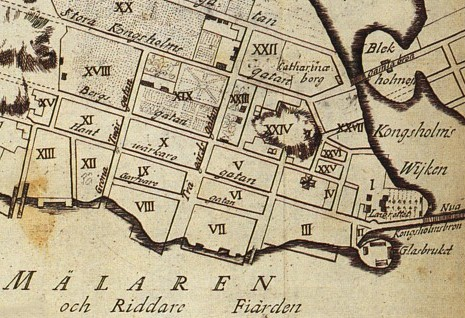
Glasbruksholmen på östra Kungsholmen 1754.

År 1675 kom tiggarmunken Giacomo Scapitta till Stockholm. Han lyckades under namn av markis Guagnini med löften om att kunna framställa venetianskt glas få bland annat överståthållaren Claes Rålamb att bidra med pengar till projektet. Med Scapitta som direktör bildades 1676 ett bolag med kungligt privilegium för till verkning av fönsterglas, spegelglas, dryckesglas och flaskor. Andra delägare var riksskattmästare Sten Bielke, riksråden Mattias Soop, Knut Kurck och riksvärdien vid Kungliga Myntet Baltzar Grill. Då det ganska snart visade sig att Scapitta grundlurat sina uppdragsgivare och därför avskedades, och i samma veva snabbt flydde från landet, blev det Baltzar Grill som fick ta över ansvaret för driften. Tillsammans med Arvid Ivarsson och Johan Gerdes blev Grill arrendator av glasbruket på fyra år. År 1682 övertog han ensam driften av glasbruket och var därefter dess direktör fram till sin död.
Glasbruket låg första åren i närheten av Klara kyrka, men 1686 flyttades glasbruket p.g.a. brandfaran till Glasbruksholmen på Kungsholmen, till det område där senare Kungliga Myntet och Karolinska institutet skulle komma att ligga. Tillsammans med Scapitta kom även glasblåsaren Jean Renier och en Johan Friese. Dessa verkade ha vissa kunskaper och efter att ha värvat glasblåsare från det sedan tidigare i Stockholm belägna Jungska glasbruket under löfte om högre lön lyckades man få verksamheten på fötter. Man kom att få ett rikt sortiment, och satsade huvudsakligen på kristallint, dvs. ofärgat glas, oftast slipat, pokaler, dryckesglas, ljuskronor, alltså lite exklusivare produktion. Det var visserligen inte något glas av venetiansk kvalitet, men ändå välgjorda föremål. Dock hade glasmassan, särskilt i början av 1700-talet, visat sig vara behäftad med glassjuka (en mjölkvit missfärgning av glaset).
Framåt mitten av 1700-talet fick Kungsholmens glasbruk allt starkare konkurrens av flera nya svenska glasbruk. Belägenheten i Stockholm gjorde också att man hade svårare att köpa upp tillräckligt med ved till rimliga priser, och efter att under slutet av 1700-talet fått en alltmer krympande produktion lades företaget slutligen ned år 1815.

## Fotnoter
1. ↑  Stockholmskällan Arkiverad 8 mars 2011 hämtat från the Wayback Machine.
2. ↑  Nationalencyklopedin om Kungsholmens glasbruk.
3. ↑  “Glasbruket anlades 1676, först wester om Clara kyrka, af 12 delegare, som derå erhöllo privilegier. Anledningen dertill gaf en Italienare, som hitkom från Dantzig 1675 och kallade sig Giacomo Guagnini, men hette rätteligen Bernhardini Scapitta, en tiggaremunk och bedragare, som smög sig åter hemligen utur riket, sedan han narrat åt sig af interessenterna 5000 rd. Detta werk emottogs sedan, 1678, under arrende och styrdes af Baltz. Grill i 20 år. Af fara för eldswåda, måste werket 1686 flyttas, då det inrättades på den lilla holmen wid Nya Kungsholmsbron, der Carolinska Institutet nu är. K. Carl den XI hade, 1692, behagat antaga framlidne R. Rådet Gr. Bjelkes andel i detta werk; äfwensom K. Carl XII, allt intill 1704, då samma lott på auction försåldes.” (Ur Stockholms Stads Historia från stadens anläggning till närwarande tid, utgiven av Nils Lundequist på Zacharias Hæggströms förlag 1828)